# Musca craggi
Musca craggi är en tvåvingeart som beskrevs av William Hampton Patton 1922. Musca craggi ingår i släktet Musca och familjen husflugor. Inga underarter finns listade i Catalogue of Life.